# Lliga neerlandesa de futbol 1893-94
La Lliga neerlandesa de futbol 1893-1894 va ser disputada per sis equips de les ciutats d'Amsterdam, La Haia, Haarlem, Rotterdam i Wageningen. Els equips van participar en la competició que més tard s'anomenaria Eerste Klasse West. Però com que el districte de futbol occidental dels Països Baixos era l'únic que tenia una competició en aquell moment, es podria considerar un campionat nacional. Aquest també va ser el motiu pel qual va participar el Go Ahead Wageningen, que posteriorment passaria a jugar a la divisió oriental. El RAP Amsterdam va guanyar el campionat.

## Nous equips participants
- Go Ahead Wageningen
- Sparta Rotterdam

## Classificació de la Lliga
| Pos. | Equip               | PJ | PG | PE | PP | GF | GC | Pts | DG  | Notes                              |
| ---- | ------------------- | -- | -- | -- | -- | -- | -- | --- | --- | ---------------------------------- |
| 1    | RAP                 | 10 | 8  | 0  | 2  | 27 | 8  | 16  | +19 |                                    |
| 2    | Koninklijke HFC     | 10 | 7  | 0  | 3  | 31 | 13 | 14  | +18 |                                    |
| 3    | HVV Den Haag        | 10 | 6  | 1  | 3  | 20 | 20 | 13  | 0   |                                    |
| 4    | Sparta Rotterdam    | 10 | 4  | 1  | 5  | 14 | 24 | 9   | -10 |                                    |
| 5    | Go Ahead Wageningen | 10 | 3  | 0  | 7  | 16 | 22 | 6   | -6  |                                    |
| 6    | Victoria Rotterdam  | 10 | 1  | 0  | 9  | 9  | 30 | 2   | -21 | No participa la temporada següent. |

PJ = Partits jugats; PG = Partits guanyats; PE = Partits empatats; PP = Partits perduts; GF = Gols a favor; GC = Gols en contra; Pts = Punts; DG = Diferència de gols
Font: